# SpVgg Landshut
Spielvereinigung Landshut e.V. é uma agremiação esportiva alemã, fundada em 1919, sediada em Landshut, na Baviera.

## História
O clube foi formado, em 1919, após o fim da Primeira Guerra Mundial. No entanto, o futebol só seria implantado nos departamentos do MTV e TV 1861 Landshut.
O time fez uma breve aparição na Bezirksliga Bayern (I) em 1932-1933, pouco antes dessa liga ser dissolvida em favor da criação da Gauliga Bayern, em 1933, implantada pelo regime nazista. Seria a aparição de mais alto vôo para o Landshut SpVgg em sua história.
Após a Segunda Guerra Mundial, o SpVgg foi inserido na Bezirksliga Niederbayern, um campeonato amador localizado Baixa Baviera. O SpVgg conseguiu a promoção para a Landesliga Bayern, em 1948, então a segunda camada do sistema de divisões regionais, abaixo da Oberliga Süd. O campeonato foi rebatizado Amateurliga Bayern, em 1950, e se tornou o terceiro nível do sistema de ligas. O Landshut promoveu razoáveis participações, mas caiu em 1952 para o ponto do qual foi salvo do descenso, em 1953, por causa da divisão do certame em norte e sul.
O clube passou a fazer parte da Amateurliga Südbayern na temporada 1953-1954, mas continuou o seu declínio e foi rebaixado imediatamente.
A equipe continuou a sua existência na segunda Amateurliga Niederbayern, abaixo da Bayernliga, até 1960, quando ganhou a promoção de volta ao campeonato maior da Baviera. Nas seguintes três temporadas, o time passou no meio da tabela, até 1963, quando o sistema de ligas foi reformado e a Amateurliga Bayern voltou a ter um formato de divisão única.
Abaixo da Bayernliga, três Landesligas foram criadas e o Landshut adentrou à Landesliga Bayern-Mitte (IV). Até 1968, o time terminou geralmente na metade superior da tabela, mas em 1968-1969, foi rebaixado para a Bezirksliga, pela qual jogou por uma temporada antes de cair. Em 1972-1973, foi mais uma vez rebaixado. Ele retornaria por mais uma vez à Landesliga em 1977-1978, atuaria na Bezirksliga na temporada seguinte e finalmente ganhou novamente o acesso à Landesliga em 1979, terminando sua última estada na Bezirksliga até o momento.
Depois de duas temporadas regulares, o clube ganhou o direito de entrar na rodada de promoção à Oberliga após obter um segundo lugar, em 1981-1982, voltando à Bayernliga. O Landshut participou de maneira medíocre nas seguintes sete temporadas nesse campeonato, com exceção de 1985-1986. A equipe também se classificou para a Copa da Alemanha, a DFB-Cup, em 1981-1982, sendo eliminado em casa pelo BFV Hassia Bingen, por 3 a 2. 
O maior sucesso ocorreu em 1986, quando sob o comando de Karsten Wettberg, o título na Bayernliga foi vencido. A conquista lhe daria o direito a participar na rodada de promoção para a Bundesliga 2, mas por razões financeiras, o SpVgg se recusou, e o TSV 1860 München disputou em seu lugar. O clube, ao invés, disputou o campeonato de futebol amador alemão, geralmente reservado para o vice-campeão da Oberliga, e chegou à semifinal antes de ser eliminado pelo VfR Bürstadt.
Um segundo êxito da história do clube foi a qualificação para a Copa da Alemanha, temporada de 1988-1989. Ao bater o FC Remscheid por 3 a 2, fora de casa, a equipe avançou à segunda fase. O time seria eliminado na segunda fase por 2 a 1, desta vez em Landshut, ao capitular diante do Alemannia Aachen. 
Depois disso, o clube lutou contra o rebaixamento nas temporadas seguintes, sofrendo finalmente o descenso em 1989. Após três temporadas na Landesliga, o time mais uma vez voltou à Oberliga ao conquistar o vice-campeonato. Em oito temporadas seguidas na Bayernliga, um quinto lugar, em 1994, foi o melhor resultado. Em 2000, o clube foi rebaixado mais uma vez.
Qualificado para a Copa da Alemanha pela terceira vez, o SpVgg hospedou o Hansa Rostock em 1999-2000. Mais uma vez o clube teve um bom desempenho, perdendo apenas por 2 a 0 contra o então participante da Fußball-Bundesliga. 
Como nas duas décadas anteriores, a equipe ainda conquistaria um novo segundo lugar, mas nos play-offs de promoção o time foi eliminado. Na temporada seguinte, o clube ganhou a Landesliga pela primeira vez e voltou à Oberliga, por uma temporada, caindo imediatamente.

## Títulos

### Homens

#### Ligas
- Oberliga Bayern (III) 
  - Campeão: 1986;
- Landesliga Bayern-Mitte
  - Campeão: 2003, 2012;
  - Vice-campeão: (3) 1982, 1992, 2002
- 2nd Amateurliga Niederbayern (IV) 
  - Campeão: 1960;
- Bezirksliga Niederbayern (V) 
  - Campeão: 1970;
- Bezirksliga Niederbayern-West (V) 
  - Campeão: 1977;

#### Copas
- Bavarian Cup
  - Vice-campeão: 1999;
- Niederbayern Cup
  - Vencedor: (14) 1949, 1969, 1981, 1986, 1987, 1988, 1991, 1995, 1999, 2001, 2002, 2004, 2006, 2008;

#### Categorias de base
- Bavarian Under 15 championship
  - Vice-campeão: (2) 1989, 1991;

### Mulheres

#### Ligas
- Frauen-Landesliga Süd (IV) 
  - Campeão: 2005;

## Cronologia recente
A recente performance do clube:

### Homens
| Temporada | Divisão                 | Módulo | Posição |
| 1985–86   | Oberliga Bayern         | III    | 1ª      |
| 1986–87   | Oberliga Bayern         | III    | 11ª     |
| 1987–88   | Oberliga Bayern         | III    | 11ª     |
| 1988–89   | Oberliga Bayern         | III    | 15ª ↓   |
| 1989–90   | Landesliga Bayern-Mitte | IV     | 5ª      |
| 1990–91   | Landesliga Bayern-Mitte | IV     | 7ª      |
| 1991–92   | Landesliga Bayern-Mitte | IV     | 2ª ↑    |
| 1992–93   | Oberliga Bayern         | III    | 12ª     |
| 1993–94   | Oberliga Bayern         | III    | 5ª      |
| 1994–95   | Oberliga Bayern         | IV     | 7ª      |
| 1995–96   | Oberliga Bayern         | IV     | 14ª     |
| 1996–97   | Oberliga Bayern         | IV     | 10ª     |
| 1997–98   | Oberliga Bayern         | IV     | 9ª      |
| 1998–99   | Oberliga Bayern         | IV     | 10th    |
| 1999–2000 | Oberliga Bayern         | IV     | 16ª ↓   |
| 2000–01   | Landesliga Bayern-Mitte | V      | 4ª      |
| 2001–02   | Landesliga Bayern-Mitte | V      | 2ª      |
| 2002–03   | Landesliga Bayern-Mitte | V      | 1ª ↑    |
| 2003–04   | Oberliga Bayern         | IV     | 18ª ↓   |
| 2004–05   | Landesliga Bayern-Mitte | V      | 3ª      |
| 2005–06   | Landesliga Bayern-Mitte | V      | 4ª      |
| 2006–07   | Landesliga Bayern-Mitte | V      | 5ª      |
| 2007–08   | Landesliga Bayern-Mitte | V      | 4ª      |
| 2008–09   | Landesliga Bayern-Mitte | VI     | 2ª      |
| 2009–10   | Landesliga Bayern-Mitte | VI     | 4ª      |
| 2010–11   | Landesliga Bayern-Mitte | VI     | 3ª      |
| 2011–12   | Landesliga Bayern-Mitte | VI     | 1ª ↑    |
| 2012–13   | Bayernliga Süd          | V      | ª       |

### Mulheres
| Temporada | Divisão               | Módulo | Posição |
| 2003–04   | Frauen-Bayernliga     | III    | 9ª ↓    |
| 2004–05   | Frauen-Landesliga Süd | IV     | 1ª ↑    |
| 2005–06   | Frauen-Bayernliga     | III    | 6ª      |
| 2006–07   | Frauen-Bayernliga     | III    | 9ª      |
| 2007–08   | Frauen-Bayernliga     | III    | 9ª      |
| 2008–09   | Frauen-Bayernliga     | III    | 11ª ↓   |
| 2009–10   | Frauen-Landesliga Süd | IV     | 4ª      |
| 2010–11   | Frauen-Landesliga Süd | IV     |         |
| 2011–12   |                       | ª      |         |